# Nicole (James Bond)
Nicole (Nome código: "Agente 326") é uma personagem do filme 007 Nunca Mais Outra Vez (1983), produção independente da Warner Bros. com Sean Connery no papel do agente britânico James Bond 007, doze anos após seu último filme na franquia oficial da EON Productions, 007 Os Diamantes São Eternos (1971).

## No filme
Nicole, ou "326", é a contato francesa do MI-6 que recebe James Bond no aeroporto de Nice, no sul da França, onde ele persegue a pista de Maximiliano Largo. Ela aborda 007 no hall do aeroporto e vai lhe passando as novas informações conseguidas sobre o vilão. Diz a Bond que alugou para ele uma villa na costa que fica acima do porto onde Largo guarda seu luxuoso iate, o  Flying Saucer. Também lhe entrega dois gadgets enviados por Q desde Londres, uma caneta tinteiro que lança uma bala explosiva e uma motocicleta com canhões traseiros. Os dois são supreendidos na saída do aeroporto por Felix Leiter, da CIA, que recebe Bond na França e é apresentado a Nicole.
De noite, auxiliando 007 na área, ela o leva até o Cassino de Monte Carlo e recebe ordens do espião de voltar para a villa e aguardá-lo. A troca de palavras é escutada pela capanga de Largo Fatima Blush, que espreita de outro carro através de uma escuta colocado no veículo de Nicole, e manda outro capanga seguir a agente para descobrir onde fica a mansão enquanto Bond fica no cassino. Pela manhã, após um noitada onde enfrentou e derrotou Largo num jogo de dominação mundial criado pelo próprio vilão e flertou, dançou e contou segredos a Domino Petachi, a protegida e amante do vilão, ele retorna à mansão e a encontra estranhamente silenciosa. Ao procurar por Nicole, encontra seu corpo estrangulado e afogado dentro de uma cama d'água, assassinada por Blush que foge do local.